# Губернатор Камчатского края
Губернатор Камчатского края — высшее должностное лицо Камчатского края, руководитель высшего исполнительного органа государственной власти Камчатского края — правительства Камчатского края.

## Полномочия
Губернатор Камчатского края обладает следующими полномочиями:
1. является высшим должностным лицом Камчатского края;
2. возглавляет Правительство Камчатского края, являясь по должности его Председателем;
3. определяет приоритетные направления социально-экономического развития Камчатского края, развития международных и внешнеэкономических связей Камчатского края;
4. представляет Камчатский край в отношениях с федеральными органами государственной власти, органами государственной власти субъектов Российской Федерации, органами местного самоуправления и при осуществлении внешнеэкономических связей, подписывает договоры и соглашения от имени Камчатского края;
5. обнародует законы Камчатского края, удостоверяя их обнародование путём подписания законов или издания специальных актов, либо отклоняет законы, принятые Законодательным Собранием Камчатского края;
6. представляет к государственным наградам и премиям Российской Федерации, а также осуществляет полномочия, связанные с награждением, наградами Камчатского края, присуждением государственных премий и назначением государственных стипендий Камчатского края;
7. определяет структуру исполнительных органов государственной власти Камчатского края;
8. формирует Правительство Камчатского края в соответствии законодательством Камчатского края и принимает решение об отставке Правительства Камчатского края;
9. представляет в Законодательное Собрание Камчатского края ежегодные отчеты о результатах деятельности Правительства Камчатского края за предыдущий год, в том числе по вопросам, поставленным Законодательным Собранием Камчатского края;
10. вправе требовать созыва внеочередного заседания Законодательного Собрания Камчатского края, а также созывать вновь избранное Законодательное собрание Камчатского края на первое заседание ранее срока, установленного для этого Законодательному Собранию Камчатского края Уставом Камчатского края;
11. вправе участвовать в работе Законодательного Собрания Камчатского края с правом совещательного голоса;
12. обеспечивает координацию деятельности исполнительных органов государственной власти Камчатского края с иными органами государственной власти Камчатского края и в соответствии с законодательством Российской Федерации может организовывать взаимодействие исполнительных органов государственной власти Камчатского края с федеральными органами исполнительной власти и их территориальными органами, органами местного самоуправления и общественными объединениями;
13. непосредственно координирует и контролирует деятельность:
  1. Агентства по внутренней политике Камчатского края;
  2. Главного контрольного управления Губернатора и Правительства Камчатского края;
  3. Главного правового управления Губернатора и Правительства Камчатского края;
  4. Главного управления Губернатора и Правительства Камчатского края по вопросам государственной службы, кадрам и наградам;
  5. Управления пресс-службы Аппарата Губернатора и Правительства Камчатского края;
14. осуществляет иные полномочия в соответствии с федеральными законами, Уставом Камчатского края и законами Камчатского края.

## Исполнение обязанностей
В случае отсутствия губернатора края, невозможности выполнения им своих обязанностей, а также досрочного прекращения полномочий, его обязанности временно осуществляет первых заместителель, а в его отсутствие — один из заместителей.

## Список губернаторов Камчатского края
| N | Губернатор                    | Период руководства            | Основание наделения полномочиями                  |
| - | ----------------------------- | ----------------------------- | ------------------------------------------------- |
| 1 | Кузьмицкий Алексей Алексеевич | 2 июля 2007 — 25 февраля 2011 | избран Законодательным собранием Камчатского края |
| 2 | Илюхин Владимир Иванович      | 3 марта 2011 — 3 апреля 2020  | избран Законодательным собранием Камчатского края |
| 3 | Солодов Владимир Викторович   | 21 сентября 2020 — н. в.      | назначен Президентом России                       |